# Тюрфинг
Тюрфинг (Tyrfing, Tirfing, Tervingi) — волшебный меч из «Саги о Хервёр», первым владельцем которого был конунг Гардарики Сирглами. Создателем меча были дверги Двалин и Дурин. Тюрфинг был самым острым из мечей. Его удар невозможно было отразить, нанесенная им рана всегда была смертельной. Если обнажить Тюрфинг, то обратно его уже нельзя было вложить в ножны, не обагрив кровью. Этимология меча, возможно, восходит к слову тервинг (Thervingi; ср. Тюринги) — названию германского племени IV века.
Из Гардарики меч попал в Швецию, а затем в страну готов (Рейдготаланд). Конунг Хейдрик поднял Тюрфинг на самого Одина, за что заслужил проклятие.
Король готов Ангантюр использовал Тюрфинг в битвах с гуннами. Согласно «Саге о Хледе», это меч Ангантюра (Агантира), короля готов, которым он сражался в битве Каталауна. В этой саге он упоминается в ст. 9: «…И воинов много\ Падет на траву,\ Прежде чем Тюрвинг начну я делить…» и в прозаической вставке между ст. 29 и 30: «…что полки гуннов дрогнули. Увидев это, Ангантюр вышел из ограды щитов, стал во главе войска и, взяв Тюрвинг в руки, начал рубить людей и коней». Его же меч в «Саге о Фритьофе Смелом».
У Рихарда Вагнера тюрфингом именуется меч Одина.